# Капитал Тур
«Капитал Тур» — в прошлом один из ведущих и крупнейших российских туроператоров. Штаб-квартира была расположена в Москве.
Компания основана в 2003 году. Основателями и руководителями компании являлись супруги Инна Бельтюкова (генеральный директор) и Игорь Бельтюков (президент).

## Деятельность
Работала по 40 туристическим направлениям, вела деятельность через агентскую сеть. Регионы присутствия — Россия, СНГ, страны Балтии.
В головном офисе работало около 700 человек. Компания имела около 40 региональных представительств в городах Российской Федерации, а также Риге и Минске.
Выручка в 2008 — $650 млн (в 2007 — $358 млн). Количество обслуженных туристов — 1,97 млн человек (в 2007—764 тыс.). В 2009 году, по данным газеты «Туринфо», «Капитал Тур» был третьим в России туроператором после компаний «Интурист» и OTI.

## Сложности в 2010 году
К концу 2010 года общая задолженность компании достигла 1,3 миллиарда рублей, в том числе 45 миллионов рублей Московскому кредитному банку. 11 ноября 2010 года счета фирмы были арестованы. Пострадали туристы, находившиеся в то время в поездках, организованных фирмой. С 17 ноября компания «Капитал Тур» не вывозила туристов за рубеж. Одновременно туристы, уже находившиеся на отдыхе по её путевкам, были вынуждены повторно оплачивать стоимость своего проживания в отелях. Всего от приостановки деятельности компании «Капитал Тур» пострадало 8323 человека.
Реструктурировать долги компания планировала с помощью банка МФК, однако кредиторы не поддержали предложение банка. Переговоры туроператора и кредиторов должны были завершиться 29 ноября 2010 года. 30 декабря 2010 года ООО «Капитал тур» и ООО „Компания «Капитал тур»“ (крупнейшие компании холдинга) подали в Московский арбитражный суд заявления о собственном банкротстве. В настоящий момент Арбитражный суд Москвы ввел процедуру наблюдения в отношении ООО «Капитал тур», одного из крупнейших в России туроператоров.

Банкротство компании «Капитал тур» ускорило создание объединения «Турпомощь» и принятие закона о создании гарантийных фондов в туриндустрии и об обязательном страховании ответственности туроператоров перед клиентами.